# Fatti vedere
Pour plus de détails, voir Fiche technique et Distribution.
Fatti vedere est une comédie romantique italienne réalisée par Tiziano Russo et sortie en 2025.

## Synopsis
Sandra, diplômée en psychologie, vient d'être engagée par le célèbre site de psychothérapie FATTIVEDERE.COM. A peine rentrée chez elle pour annoncer la nouvelle à son petit ami Stefano, elle voit ce dernier faire ses valises, prêt à la quitter sans explication après dix ans de vie commune. Sandra entre en crise et cherche à comprendre pourquoi elle s'est fait plaquer du jour au lendemain.

## Fiche technique
- Titre original : Fatti vedere[1]
- Réalisation : Tiziano Russo
- Scénario : Giulio Carrieri, Roberto Proia
- Photographie : Vito Frangione
- Montage : Giorgia Currà
- Musique : Alessandro Bencini
- Décors : Noemi Marchica
- Production : Daniele Abeille, Roberto Proia, Gianluca Leurini
- Sociétés de production : Eagle Pictures
- Pays de production :  Italie
- Langue originale : italien
- Format : couleurs
- Genre : comédie romantique
- Durée : 105 minutes
- Dates de sortie : 
  - Italie : 6 février 2025

## Distribution
- Matilde Gioli : Sandra
- Asia Argento : Benedetta
- Francesco Centorame : Stefano
- Pierpaolo Spollon (it) : Marco

## Production
Le tournage du film commence à Rome le 2 mars 2024 et dure six semaines.